# 龔彝
龚彝（？—1662年15月3日（永曆十六年三月己丑）），字和梅，云南顺宁府（今凤庆）人，明朝政治人物。

## 生平
年轻时在鲁史蜢璞岩读書，天启四年（1624年），中举人，天启五年（1625年）中进士。崇祯年间，官南京兵部员外郎，官至兵部郎中。
南明時，随永历帝奔滇，加封为兵部侍郎，永历帝入缅甸之後，龚彝返回顺宁。後與詹事雷跃龙、春坊闪仲俨一起加入孙可望的大西軍。顺治六年（1649年）二月，孙可望派遣杨畏知、龔彝赴廣東肇慶，四月初六日到達肇慶，獻上黃金三十兩、琥珀四只、馬四匹，並請封秦王，由於金堡、袁彭年反對，永曆帝不允。永历帝被清兵俘押回昆明，吴三桂同意龚彝宴请永历帝。龚彝見永曆帝時伏地痛哭，以头触地三日而死。

## 家族
祖籍山东，其祖先在洪武初年，遷徙至滇，世居顺宁城北鼓山桥头。